# لوغان إيموري
لوغان إيموري (بالإنجليزية: Logan Emory)‏ (10 يناير 1988 ببويسي في الولايات المتحدة - ) هو لاعب كرة قدم أمريكي في مركز الدفاع. لعب مع لوس أنجلوس غلاكسي ونادي تورونتو وبورتلاند تمبرز وPuerto Rico Islanders ‏ وسان أنتونيو سكوربيونز ولوس انجلوس غالاكسي 2 وCapital FC ‏ وSpokane Spiders ‏.

## روابط خارجية
- لوغان إيموري على موقع الدوري الأمريكي (الإنجليزية)
- لوغان إيموري على موقع قاعدة بيانات كرة القدم.إي يو (الإنجليزية)
- لوغان إيموري على موقع Soccerway.com (الإنجليزية)
- لوغان إيموري على موقع عالم كرة القدم.نت (الإنجليزية)